# Fabian Almazan
Fabian Almazan (* 16. April 1984 in Havanna) ist ein kubanisch-US-amerikanischer Jazzpianist und Filmkomponist.

## Leben
Almazan, der zunächst in Kuba aufwuchs, hatte dann in Miami klassischen Klavierunterricht bei Conchita Betancourt, wo er von 1998 bis 2002 die New World School of the Arts als Highschool besuchte. 2003 erhielt er ein Stipendium am Brubeck Institute in Kalifornien, wo er bei Mark Levine studierte und mit Dave Brubeck und Christian McBride spielte. Anschließend studierte er in New York City an der Manhattan School of Music bei Kenny Barron (Master 2009), hatte Privatunterricht bei Jason Moran und spielte in der Band von Terence Blanchard, auf dessen Empfehlung er am Sundance Institute’s Composers Lab studierte. Dann komponierte er mehrere Filmmusiken. Weiterhin arbeitet er als Fimmusiker (u. a. in dem George-Lucas-Film Red Tails) und wirkte bei Aufnahmen von Terence Blanchard (Choices, 2009) und der Bassistin Linda Oh (Initial Here, 2012) mit. Mit seinem Trio und einem Streichquartett trat er 2011 im New Yorker Village Vanguard auf. Almazan nahm sein 2011 erschienenes Debütalbum Personalities (Palmetto Records), das eigene kammermusikalische Kompositionen sammelt, mit Linda Oh and Schlagzeuger Henry Cole auf. Das Folgealbum Rhizome erschien 2014 als erste gemeinsame Produktion von Blue Note und ArtistShare.
2015 kuratierte Almazan das SWR New Jazz Meeting; dort entstand mit Anna Webber, Chris Dingman, Ryan Feirrera, Linda Oh und Henry Cole das Album Realm of Possibilities. Er ist auch auf Defne Şahins Album Unravel zu hören. Zu hören ist er auch auf Linda May Han Ohs Album The Glass Hours (2023).

## Diskographische Hinweise
- This Land Abounds with Life (2019), mit Linda May Han Oh, Henry Cole

## Filmografie
- 2011: The Recorder Exam (Regie: Bora Kim)
- 2011: Exit (Regie: Daniel Shea Zimbler)
- 2011: First Match (Regie: Olivia Newman)